# Alpes japoneses
Os Alpes Japoneses são uma cadeia montanhosa, composta por montanhas com elevações acima dos 3000 metros de altitude, que atravessa a ilha japonesa de Honshu. São compostos pelas montanhas de Hida (飛騨山脈), as montanhas de Kiso (木曽山脈) e as montanhas de Akaishi (赤石山脈),
O termo "alpes japoneses" foi tornado popular pelo reverendo Walter Weston que tem uma placa memorial no Kamikochi.
As montanhas mais altas do Japão, depois do monte Fuji, situam-se nesta cordilheira, sendo o Hotaka-dake a montanha mais alta, com 3190 metros (10.466 pés) e o monte Shirane com 3192 metros (10.472 pés).
O monte Ontake na província de Nagano é um destino popular de peregrinação e também um vulcão activo, com erupções em 1979 e 1980.

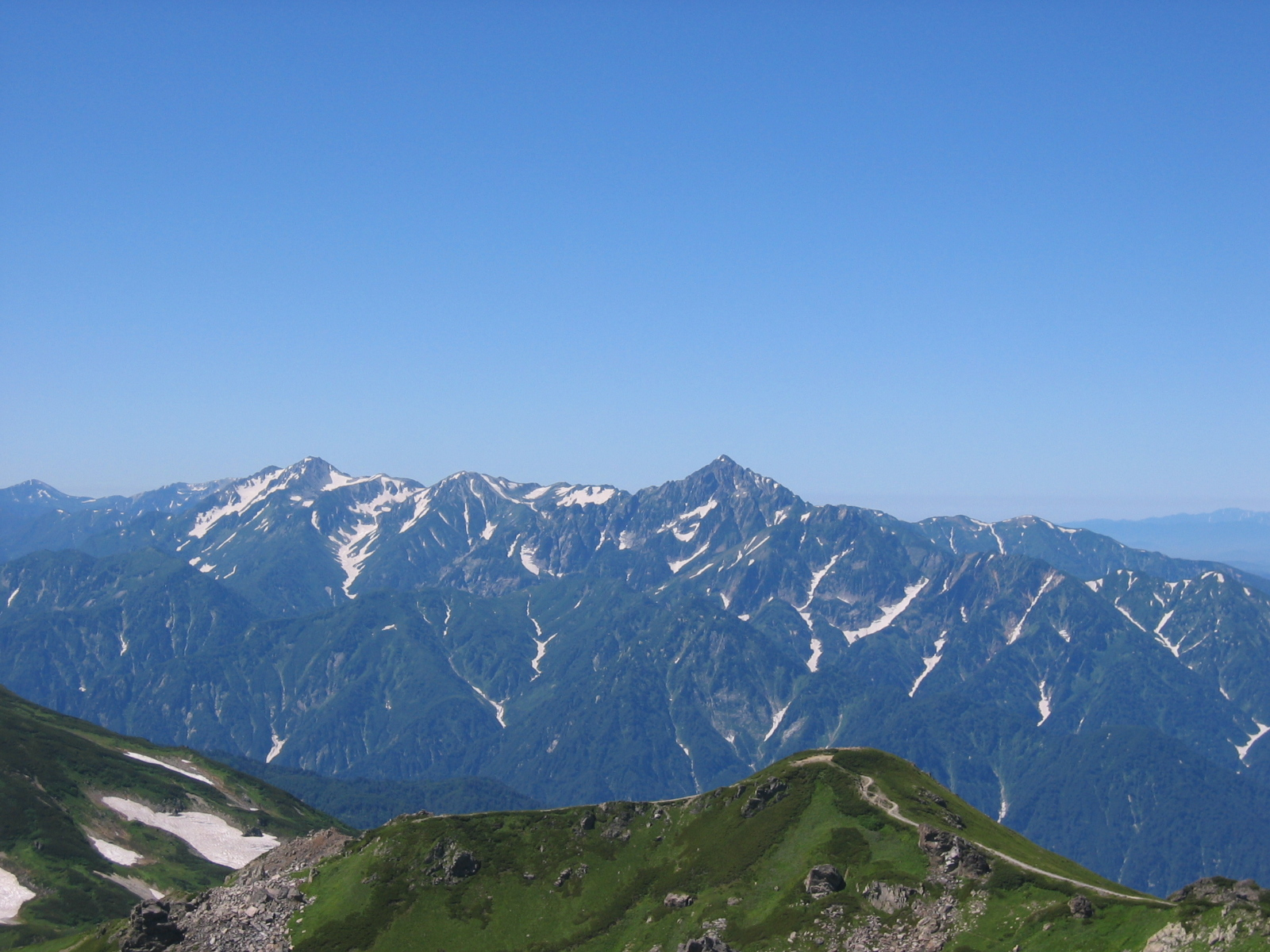
Os picos de Tateyama (Montanhas de Hida)
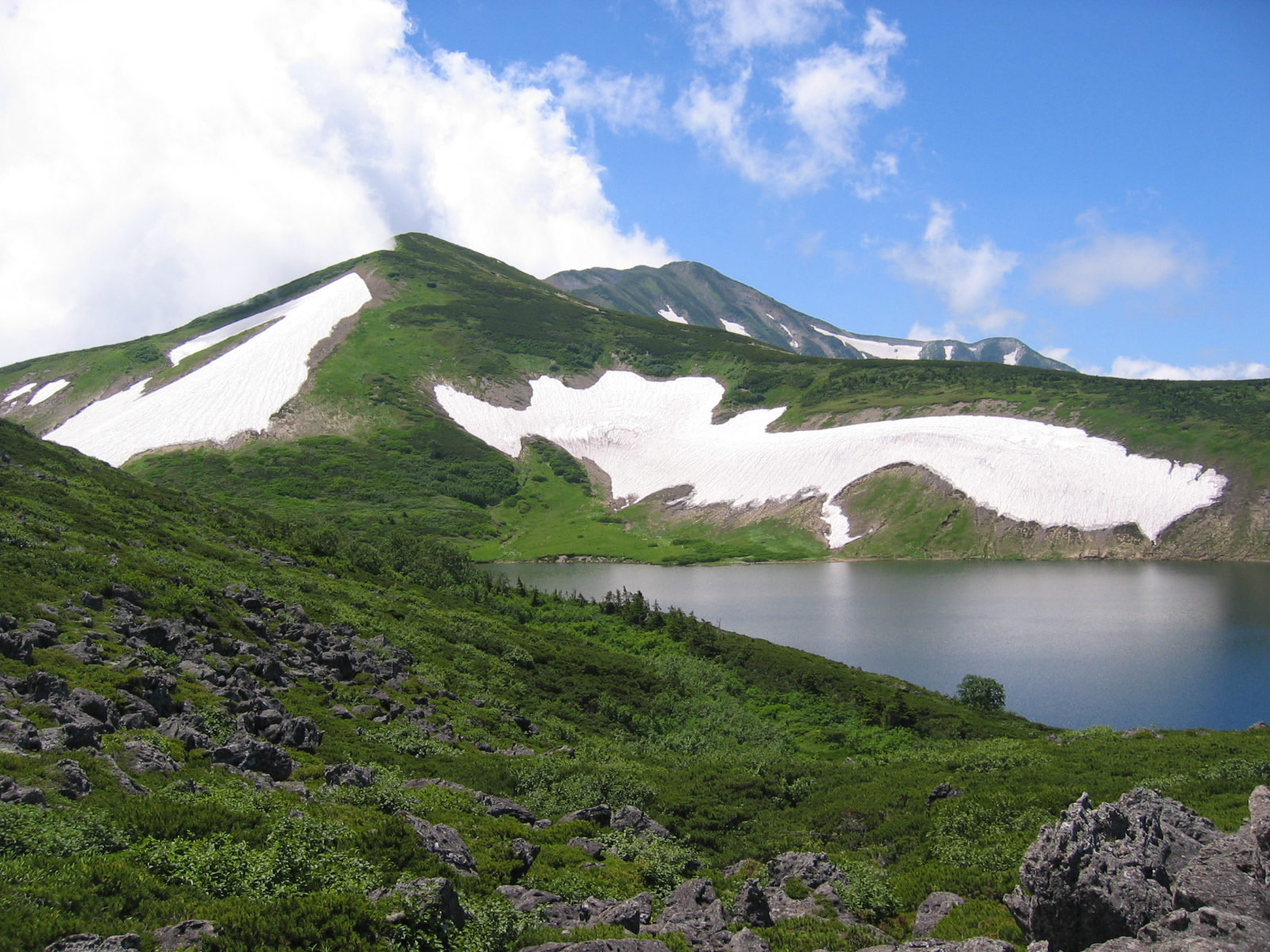
O Lago Hakuba